# 陳子睿
陳 子睿（ちん しえい、チェン・ジーレイ、英語: Chen Zhi-ray、2002年8月14日 - ）は、台湾の男子バドミントン選手。

## 経歴
2022年半ばから2023年まで、3歳年上の盧震とペアを組む。2022年7月のノルウェー・インターナショナルで優勝などし、世界ランクは最高で54位まで到達。
2024年からは、3歳年下の林煜傑とペアを組む。
6月のオーストラリア・オープンでは、準々決勝でジュナイディ・アリフ / ヤプ・ロイキンを破って銅メダルを獲得した。